# Дворцовая набережная
Дворцо́вая набережная — набережная реки Невы в центре Санкт-Петербурга. Проходит от набережной реки Фонтанки до Дворцового моста, за которым продолжается Адмиралтейской набережной. За Фонтанкой продолжается набережной Кутузова. Длина — 1,3 км.
На набережной расположены здания Государственного Эрмитажа, Русского музея и пр. Вышеупомянутые здания занимают Зимний и Мраморный дворцы соответственно, отсюда и название Дворцовая.

## История названия
В начале XVIII века набережная именовалась Почтовой. С 1737 года набережная называлась Наличной линией, с 1738 года — Верхней Набережной улицей (по аналогии с Нижней), в 1740—1790-х годах — Миллионной. С 1778 года магистраль стала официально называться Дворцовой набережной. В 1923 году набережная была переименована в набережную Девятого Января (1905 года). Такое имя магистрали дали в память о расстреле мирной демонстрации рабочих 9-го января 1905 года, шедших к Зимнему дворцу, чтобы вручить императору Николаю II коллективную петицию о своих нуждах и требованиях. В 1944 году набережной вернули историческое название.

## Связь с городской улично-дорожной сетью

#### Основные магистрали
- Троицкий мост
- Суворовская площадь
- Дворцовый проезд
- Дворцовый мост

#### Улицы
- Набережная реки Фонтанки
- Набережная Лебяжьей канавки
- Мраморный переулок
- Мошков переулок
- Набережная Зимней канавки
- Шуваловский проезд Государственного Эрмитажа

#### Водные коммуникации
- Фонтанка
- Лебяжья канавка
- Зимняя канавка

#### Транспорт
Наземный общественный транспорт лишь пересекает набережную, не проходя по ней самой.
На набережной находятся пристани, обслуживающие водные виды транспорта:
- теплоходы типа Метеор;
- аквабус.

Ближайшие станции метро:
- «Адмиралтейская» (0,6 км);
- «Невский проспект, выход на Канал Грибоедова» (1,2 км);
- «Гостиный двор, выход на Канал Грибоедова» (1,2 км).

Общественный транспорт, пересекающий набережную:
- Остановка «Дворцовая набережная» у Дворцового моста:

автобус: маршруты 3М, 3Мб, 5М, 5Мб, 7, 10, 24, 191;

троллейбус: маршруты 1, 7, 10, 11.
- Остановка «Суворовская площадь» у Троицкого моста:

автобус: маршруты 46, 49.

## История строительства

### Формирование береговой линии
В начале XVIII века болотистый берег Невы ещё не был укреплён, застройка велась в глубине участков, таким образом набережная проходила примерно в середине квартала между нынешней Миллионной улицей и современной набережной Невы и называлась Верхней набережной. Однако уже в 1716 году она за счёт расширения земельных участков смещается к северу: побили сваи по мелководью реки и устроили новую существующую и ныне набережную.
В апреле 1707 года был издан указ, строго регламентировавший отвод участков под застройку в зависимости от служебного и имущественного положения просителей. Этим же указом были установлены размеры земельных наделов. Все они узкой стороной (от 5 до 12 саженей) выходили на берег Невы и предназначались только для лиц, имеющих отношение к Адмиралтейскому ведомству.

### Архитектурный ансамбль

#### Каменные парапеты
В 1761 годy у Екатерины II рождаются грандиозные честолюбивые замыслы обновления столицы. На передний план стали выдвигаться задачи градостроительного порядка, учреждается Комиссия о каменном строении Санкт-Петербурга и Москвы, главным архитектором которой стал Юрий Фельтен. В числе первых мер по преобразованию Петербурга и была замена деревянной набережной Невы каменным парапетом с лестницами-пристанями. В июле 1762 года последовал указ:

«Здесь в Санкт-Петербурге против всех наших дворцов, садов и казённых домов берега сделать каменные»— РГИА, ф. 466, оп. 1, д. 108, л. 5, 103.
Определяющая роль в осуществлении этого замысла принадлежала Фельтену. Трудоёмкие работы по сооружению гранитной набережной продолжались до 1780 года. Зыбкая почва укреплялась свайною бойкою, местами делалась подсыпка земли. Лестницы-причалы предполагалось сделать прямыми уступами, однако в окончательном варианте они приобрели овальные очертания. «По всему берегу и пристаням хотя балюстрад назначен был железными решетками, но… для прочности сделаны из морского тесаного камня панели». Из такого же камня выложили «пешеход». «От оного пешеходу к домам из-под старой дороги слабая земля вынута, а вместо того в настоящую глубину укреплен фундамент и особливым твердым мощением исправлен». Вдоль всей набережной были поставлены фонари на металлических столбах. Тогда же у старого Зимнего дворца над канавкой соорудили каменный «мост со сводом и балюстрадом». Мост через Фонтанку задуман был каменным только у берегов, а в середине деревянным, с подъёмным устройством, но ради прочности его соорудили «весь каменный со сводами», тот самый, который сохранился до наших дней.

#### Достопримечательности
- Прачечный мост;
- Летний сад;
- Верхний Лебяжий мост;
- Дом № 2 — Дом Бецкого;
- Дом № 4 — Дом Салтыкова;
- Дом № 6 — Служебный корпус Мраморного дворца;
- Мраморный дворец;
- Дом № 8 — Особняк Громова (Ратькова-Рожнова);
- Дом № 10 — Доходный дом Жеребцовой;
- Дом № 18 — Ново-Михайловский дворец;
- Дом № 20 — особняк З. Д. Мишукова[7];
- Дом № 26 — Дворец Владимира Александровича;
- Дом № 30 — Запасной дом Зимнего дворца;
- Дом № 32 — Эрмитажный театр;
- Эрмитажный мост;
- Большой Эрмитаж;
- Малый Эрмитаж;
- Дом № 38 — Зимний дворец;
- Сад Зимнего дворца.

## Известные жители
- Представители правящей династии Романовых — Летний дворец Петра I, Зимний дворец Петра I, Зимний дворец, великокняжеские дворцы.
- И. И. Бецкой — дом 2.
- И. А. Крылов — дом 2.
- Принц Пётр Ольденбургский — дом 2.
- C. Ю. Витте — дом 30.
- К. Е. Маковский — дом 30.
- Е. В. Тарле — дом 30, кв. 4.
- Джакомо Кваренги — дом 32.
- И. А. Орбели — дом 32.
- Р. Р. Фасмер — дом 32.

Для основной части Александровской колонны (гранитного монолита весом 600 тонн), добытой в 1830—1832 годах в Пютерлакской каменоломне использовался особый причал на Дворцовой набережной. Вопросами перевозки занимался корабельный инженер полковник Гласин, который сконструировал и построил специальный бот, названный «святой Николай», грузоподъёмностью до 1100 тонн. Для выполнения разгрузочных работ была построена специальная пристань. Выгрузка производилась на деревянную платформу на конце мола, которая совпадала по высоте с бортом судна. Возглавлял работы по добыче и доставке подрядчик, купеческий сын В. А. Яковлев, который нёс ответственность за всю часть операции с начала и до момента выгрузки монолита на берег.